# Ellen McLain
Ellen McLain, född 1 december 1952 i Nashville, Tennessee, är en amerikansk operasångerska och röstskådespelare. McLain gör rösterna till ett antal karaktärer i Valves datorspel. Bland dessa finns Glados, den artificiella intelligensen och antagonisten i Portal (för vilken hon vann ett AIAS Interactive Achievement Award-pris), utannonseraren i Team Fortress 2 och Combine Overwatch från Half-Life 2.
Hon är den enda röstskådespelare som har sin röst i alla spelen i The Orange Box.
McLain framförde eftertextlåtarna till Portal och  Portal 2, Still Alive respektive Want You Gone, båda två skrivna av Jonathan Coulton.
Hon är gift med John Patrick Lowrie, en annan röstskådespelare, som också arbetade på Half-Life 2. Medan McLain gjorde rösten till de antagonistiska Overwatch och Glados, gjorde hennes man rösten till en Citizen, som hjälper spelets protagonist, och en av Team Fortress 2:s spelbara karaktärer, the Sniper.